# Istituto Marangoni
L'Istituto Marangoni est une école de mode et de design. Elle est implantée à Milan, Paris, Londres, Florence, Shanghai, Mumbai, Shenzhen et Miami.

## Création
L'Istituto Marangoni est fondée en 1935 en Italie par Giulio Marangoni. Elle compte des campus à Milan, à Paris depuis 2006, à Londres depuis 2003, à Shanghai depuis 2012 ainsi qu'à Florence (depuis 2016), Shenzhen (depuis 2017), Mumbai (depuis 2017) et Miami (depuis 2018). 
L'Institut accompagne le parcours professionnel des étudiants dans le domaine créatif, managérial ou commercial. Ces cours se déroulent sur un ou trois ans et peuvent être suivis totalement ou en partie dans les établissements de Paris, Londres, Shanghai et Milan. À l’institut, il est possible de se former dans chacune de ces villes ou dans les quatre. 

## Dates clés
- 1935 : création de l'institut à Milan par Giulio Marangoni.
- Décembre 1935 : reconnaissance comme École d'art appliqué par l'État italien.
- Février 1951 : décret du Ministère de l'Éducation italien conférant le statut d'Institut de la Mode.
- 2003 : Fabio Marangoni, petit-fils du fondateur, devient président de la société.
- 2003 : création du département Design.
- 2003 : ouverture du campus à Londres.
- Octobre 2006 Ouverture du campus de Paris, 12, avenue Raymond-Poincaré dans le 16e arrondissement (actuellement 48, rue de Miromesnil, 75008 Paris).
- 2011 : vente de l'Istituto Marangoni au groupe d'investissement américain Providence Equity Partners[2].

## Formations
Istituto Marangoni propose des formations (niveaux Bachelor et Master) et des formations intensives pour ceux qui n'ont pas de compétences particulières dans le secteur de la mode, du luxe et du design. 
L'institut propose également à Milan et à Londres des programmes de Master s'adressant aux étudiants ayant déjà acquis une première formation supérieure ainsi qu'aux professionnels du monde de la mode, du luxe et du design. Les Masters se déroulent sur un an.
Le campus de Londres dispose d'un partenariat avec la Manchester Metropolitan University, permettant la reconnaissance des parcours bachelor et master (programmes en langue anglaise) tandis que le campus de Milan dispose d'une reconnaissance pour certains de ses programmes par l'AFAM (Ministère de l'Education Italien).
L'école de Paris est une école privée d'enseignement supérieur libre, qui ne délivre pas de diplômes d'État.
Tous les cours sont dispensés en langue étrangère.

## Anciens
En plus de 70 ans, trois générations de professionnels ont été formées, soit plus de 30 000 diplômés parmi lesquels certains aujourd’hui de renommée internationale comme Franco Moschino (Moschino) ou Domenico Dolce (Dolce & Gabbana).